# 凯瑟琳·特怀曼
凯瑟琳·特怀曼（英語：Kathryn Twyman，1987年3月29日—），英国女子赛艇运动员。她曾代表英国参加斯洛文尼亚布莱德举行的2011年世界赛艇锦标赛，获得女子轻量级四人双桨金牌。